# Simonette
Amalia Dora Ostalé más conocida con el nombre artístico de Simonette (Buenos Aires, Argentina; 13 de febrero de 1947) es una actriz y cantante argentina. Es la madre del actor Mariano Chiesa.

## Carrera
Artista de voz muy agradable, incursionó tanto en el género tanguero como en el melódico y el pop. Don Ricardo Mejía la bautizó con el nombre de Simonette por entender que ella era un sinónimo de dulzura, similar a un personaje de Los miserables de Víctor Hugo. Empezó muy joven en el Club del Clan, en diciembre de 1963, y prosiguió en el programa durante 1964. En 1965 pasó a Canal 9, donde se presentó en Sábados Continuados y El Special, trabajando también en comedias y teleteatros: Un Joven Millonario (con Néstor Fabián), Cinco pisos en las nubes, Mis queridas mujercitas y El Conventillo de la Paloma. En el mismo canal fue figura estelar en Tropicana, junto a Chico Novarro, María Concepción César, Marty Cosens y Beba Granados. En 1971 intervino en el ciclo Alta comedia.
En cine trabajó desde 1965 hasta 1969 en cuatro películas, todas ellas con roles protagónicos: Muchachos impacientes junto a Juan Ramón, Estela Molly y Raúl Lavié;  el musical Una ventana al éxito también junto a Juan Ramón; Destino para dos con Horacio Accavallo; y El día que me quieras junto a Hugo del Carril y Susana Campos.
Entre los temas que grabó se encuentran Te imploro amor, Cocodrilo, Qué me importa del mundo, No tengo edad para amarte, El cardenal, No te divorcies mamá, Sólo tú y nadie más, La pena que tengo, Alguien que tuviera un corazón, Dí Dí Dí, Soy la que soy, Me enojé... me enojé, La cicatriz, Abrazarte cuatro veces (con Marco Antonio Muñiz y Raúl Lavié), Abre tu corazón, Do Re Mí, Yo ya no quiero querer, Viva la papa (con Tomate), Brillo... Brillo para tí, Fortíssimo, No, Si yo fuera muchacho, Palabras de amor, Cuando más lejos estoy, Brava, Cerraduras y Tu regreso.

## Vida privada
Estuvo casada con hombre ajeno al ambiente con quien tuvo dos hijos varones, uno de ellos Mariano Chiesa, es un conocido locutor egresado del Iser y actor de voz en numerosas publicidades y programas de entretenimientos.

## Filmografía

### Cine
| Año  | Título                | Rol             | Dirección               | Notas             |
| ---- | --------------------- | --------------- | ----------------------- | ----------------- |
| 1969 | El día que me quieras | Andrea, la hija | Enrique Cahen Salaberry | Protagonista      |
| 1968 | Destino para dos      | Susana Galván   | Alberto Du Bois         | Protagonista      |
| 1966 | Una ventana al éxito  |                 | Enrique de Rosas (h)    | Reparto principal |
| 1965 | Muchachos impacientes | Susy Monet      | Julio Saraceni          | Protagonista      |

## Televisión
- 1975: La casa de Carlos Gardel
- 1971: Alta comedia, ep. Tevié, el lechero
- 1970: El Special
- 1969: El Conventillo de la Paloma
- 1968: Mis queridas mujercitas
- 1965: Río de amor de Cholo Aguirre
- 1966: Cinco pisos en las nubes
- 1965: Escala musical
- 1965: La feria de la alegria
- 1965: Un Joven Millonario
- 1965: Sábados continuados
- 1964: Ritmo y juventud
- 1963/1964: El Club del Clan

## Radio
- 1965: Constelación 1965 por LR1.
- 1964: Ángel dulce, por Radio El Mundo